# Ligne 1 du tramway de Lviv
 (mars 2023).
Si vous disposez d'ouvrages ou d'articles de référence ou si vous connaissez des sites web de qualité traitant du thème abordé ici, merci de compléter l'article en donnant les références utiles à sa vérifiabilité et en les liant à la section « Notes et références ».

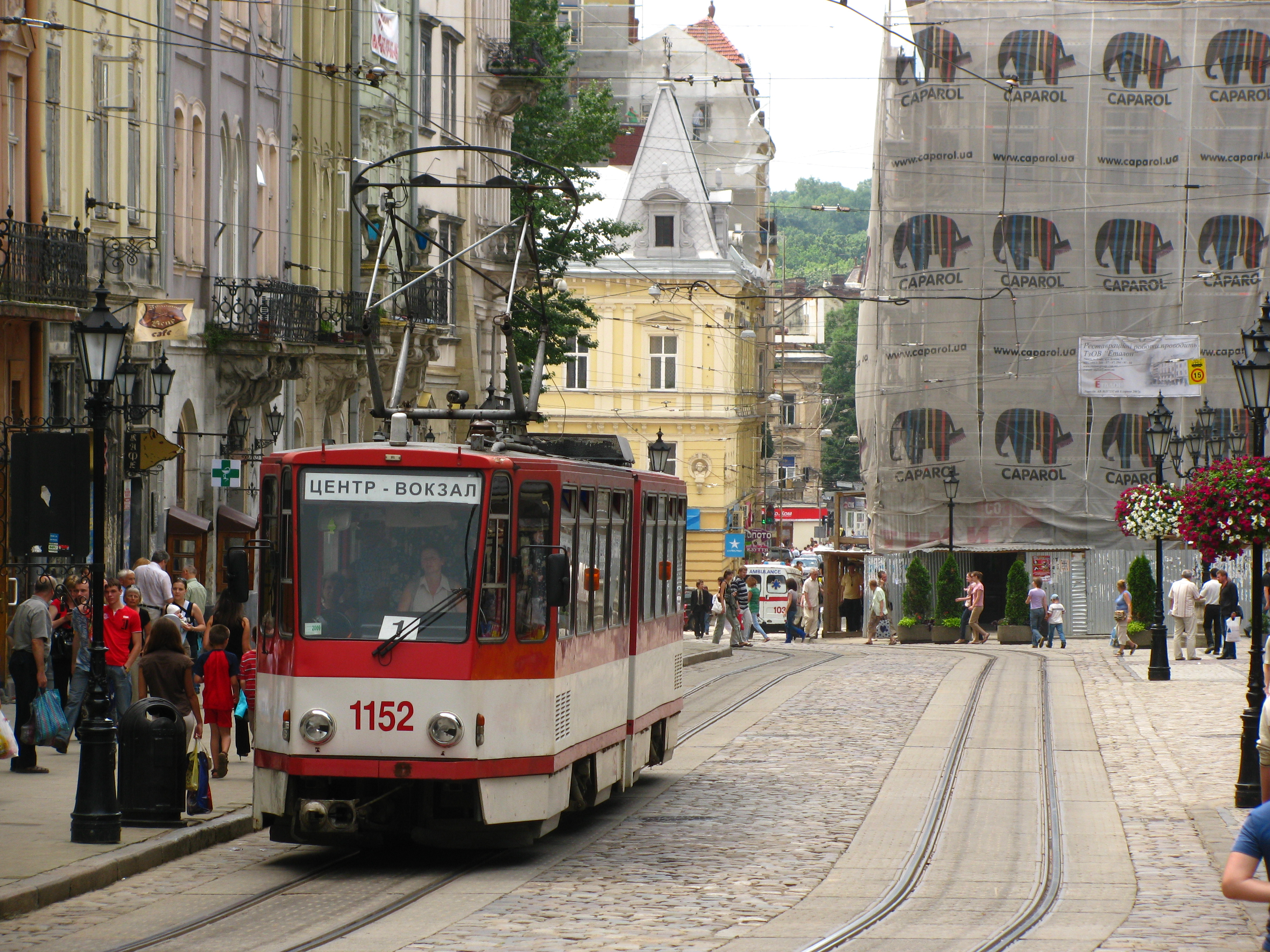
Une rame Tatra KT4 de la ligne 1 du tramway de Lviv, au niveau de la Place du Marché en 2010.

La ligne 1 du tramway de Lviv est la principale ligne du réseau de tramways de la ville de Lviv, capitale administrative de l'oblast de Lviv et plus grande ville de l'ouest de l'Ukraine. Elle remonte à une ligne de tramway hippomobile lancée en 1880.
Comme l'ensemble du réseau, elle est exploitée par la société de transport public Lvivelektrotrans (uk). Elle relie la gare centrale de Lviv au quartier de Pohulanka (uk), au-sud-est de la ville.